# György Marik
György Marik (maďarsky Marik György, španělsky Jorge Marik; 4. dubna 1924 Békéscsaba – 20. prosince 1988), chybně uváděný jako Pál Marik, byl maďarský fotbalový záložník, reprezentant a trenér. V Československu působil jako repatriant po druhé světové válce.

## Hráčská kariéra
S fotbalem začínal ve svém rodišti v klubu Csabai AK, v jehož dresu také debutoval v maďarské lize (1945/46 jako Békéscsabai Törekvés MTE). V československé lize nastupoval za Jednotu Košice, aniž by skóroval. Poté se vrátil do Békéscsaby a v roce 1947 přestoupil do budapešťského klubu Vasas SC. V ročníku 1947/48 se probojoval do maďarské reprezentace a s Vasasem se umístil na druhé příčce prvoligové tabulky. V roce 1949 společně s Ladislavem Kubalou opustili Maďarsko. Od roku 1950 hrál za tým emigrantů „Hungaria“ a následně se přes Kolumbii dostal do Mexika, kde se usadil.
S klubem CD Irapuato postoupil na jaře 1954 do nejvyšší mexické soutěže a v sezoně 1954/55 zaznamenal v jeho dresu dvě prvoligové branky. V sezoně 1955/56 získal s mužstvem Club León titul v mexické lize, na němž se podílel jedním gólem. Ve stejném klubu hrál i v sezoně 1956/57, v níž dal dva ligové góly. Hráčskou kariéru uzavřel v Atlasu Guadalajara.

### Reprezentace
Dvakrát reprezentoval Maďarsko, aniž by skóroval. Debutoval 12. října 1947 v Bukurešti v zápase s domácím Rumunskem, který hosté vyhráli 3:0 (poločas 1:0). Poslední reprezentační zápas odehrál 21. dubna 1948 v Budapešti proti Švýcarsku, ve kterém domácí zvítězili 7:4 (poločas 3:3).

### Prvoligová bilance
| Ročník             | Zápasy | Góly | Minuty | Klub              |
| ------------------ | ------ | ---- | ------ | ----------------- |
| I. liga 1945/46    | –      | 0    | –      | ŠK Jednota Košice |
| I. liga 1946/47    | –      | 0    | –      | ŠK Jednota Košice |
| CELKEM I. ČS. LIGA | –      | 0    | –      |                   |

## Trenérská kariéra
Po skončení hráčské kariéry se stal trenérem. Vedl mexická mužstva Atlas Guadalajara, CF Atlante, Cruz Azul, CF Laguna, UNAM Punas a Deportivo Toluca. V sezoně 1976/77 dovedl mužstvo UNAM Pumas k titulu v mexické lize.